# دمونوید (فیلم)
دمونوید (انگلیسی: Demonoid) فیلمی در ژانر ترسناک است که در سال ۱۹۸۱ منتشر شد.